# Краевский, Михал Димитр
Михал Димитр Тадеуш Краевский (8 сентября 1746, Русское воеводство, Корона Королевства Польского — 5 июля 1817, Коньске, Свентокшиское воеводство) — польский писатель, историк, педагог эпохи Просвещения; один из самых уважаемых деятелей и активистов образования в Польше. Член Общества друзей наук в Варшаве.

## Биография
В 1763 году вступил в орден пиаристов и принял имя святого Димитрия. По окончании новициат изучал риторику (1766) и философию (1767—1768).
С 1769 года преподавал в пиаристском колледже в Варшаве. В 1771—1772 годах в связи с болезнь пребывал вне ордена. В 1773—1775 годах служил домашним учителем дома у магнатов Тарновских.
В 1777 года был принят учителем детей Водзицких. По возвращении в Варшаву (1782), в 1783 году стал префектом варшавского высшего учебного заведения Collegium Nobilium. Год спустя в 1784 году назначен ректором Collegium Nobilium.
В 1788 году был приходским сельским священником, в 1793 году — каноник в Кельце и Львове.
С 1809 года посвятил себя историческим исследованиям.

## Творчество и научная деятельность
Литературная и научная деятельность М. Краевского была сосредоточена, в основном, на социальных проблемах и реформаторских постулатах.
Автор фантастического романа «Przypadki Wojciecha Zdarzyńskiégo» (Варшава, 1786) о судьбе молодого поляка, который попал в утопическую страну на Луне. Этот роман считается первой польской научно-фантастической книгой.
Плодовитый прозаик. Из его повестей следует отметить: «Podolanka czyli wychowanica natury» (Варшава, 1784), которая после опубликования стала самой обсуждаемой среди публики из всех изданных в 1786 году польских романов; «Przypadki Wojciecha Zdarzyńskiégo» (Варшава, 1786), «Leszek Biały Książe polski syn Kazimierza Sprawiedliwego» (там же, 1789; неск. изд.).
Лучшие из исторических трудов писателя: «Historia Stefana Czarnieckiego wojewody Kijowskiego hetmana polnego Koronnego» (Краков, 1787; 3 изд. в сборнике: «Žywoty sławnych Polaków», Радом, 1830).
После смерти были изданы: «Dzieje panowania Jana Kazimerza od 1656 r. do jego abdykacyi w r. 1668» (Варшава, 1846). В «Rocznikax Gospodarstwa» М. Краевский поместил ряд оригинальных и переводных статей по экономическим вопросам.